# Pseudiastata australis
Pseudiastata australis är en tvåvingeart som beskrevs av Blanchard 1938. Pseudiastata australis ingår i släktet Pseudiastata och familjen daggflugor. Inga underarter finns listade i Catalogue of Life.